# Ladastjärnen
Ladastjärnen är en sjö i Jokkmokks kommun i Lappland och ingår i Luleälvens huvudavrinningsområde. Sjöns area är 0,046 kvadratkilometer och den är belägen 315 meter över havet.